# 洞川温泉

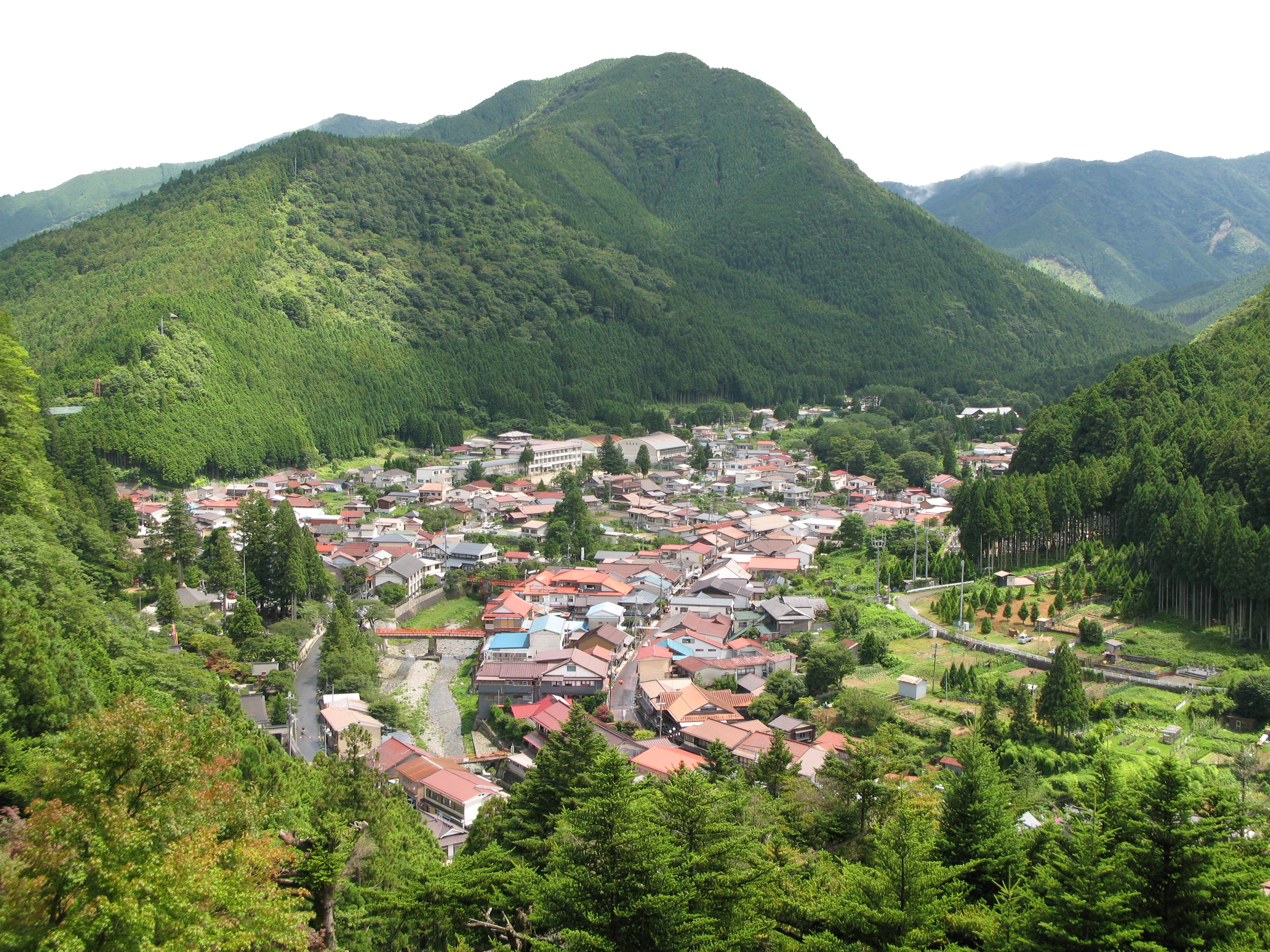
面不動鍾乳洞付近から望む洞川温泉郷

洞川温泉（どろがわおんせん）は、奈良県吉野郡天川村洞川（旧・大和国）にある温泉。天川村の村内にある天の川温泉及びみずはの湯（天川薬湯センター）とともに「三湯めぐり」を構成する。

## 概要
洞川（どろがわ）は山上川ともいい、大峯山脈を源流として天川村北部を縦断して熊野川へ流れる一級河川で、洞川温泉はこの川沿いにある。歴史ある純和風木造建築の旅館、民宿などの宿泊施設が20数軒、土産物店、陀羅尼介丸の製造販売店13軒、その他商店が軒を連ねる。
大峯山は女人禁制の修験の山であり、門前町として夏期には山上ヶ岳の蔵王堂をめざす修験者や参詣者で非常に賑わう。夏季の避暑地としても有名で、寒暖の差が大きいことから紅葉の名所にもなっている。
役行者の高弟「後鬼」の子孫の里とも伝えられる。全国的に女人禁制の山岳への登山口でよくみられたことであるが、戦前まで旅館街の一部地域は遊廓の機能を有していた。大峯山で修業し下山した男たちが「精進落とし」と称してここで女性を性的に買う買春の伝統があり、「精進落とし」の客を相手とする遊女などもおり賑わっていた。1980年代まで公然と売買春を行う店が存在したという。
毎年8月2日、3日には「行者まつり」が催される。島流しにされた役行者がのちに晴れて無罪となり帰ってきた際に、洞川の人々が歓喜して出迎えた様子を伝える奇祭である。

## 泉質
2008年（平成20年）4月から新源泉を使用している。
26°Cの弱アルカリ性単純泉。神経痛、リューマチ、筋肉痛、関節痛、運動麻痺、慢性消化器病、冷え症、疲労回復等に効能がある。

## 温泉街

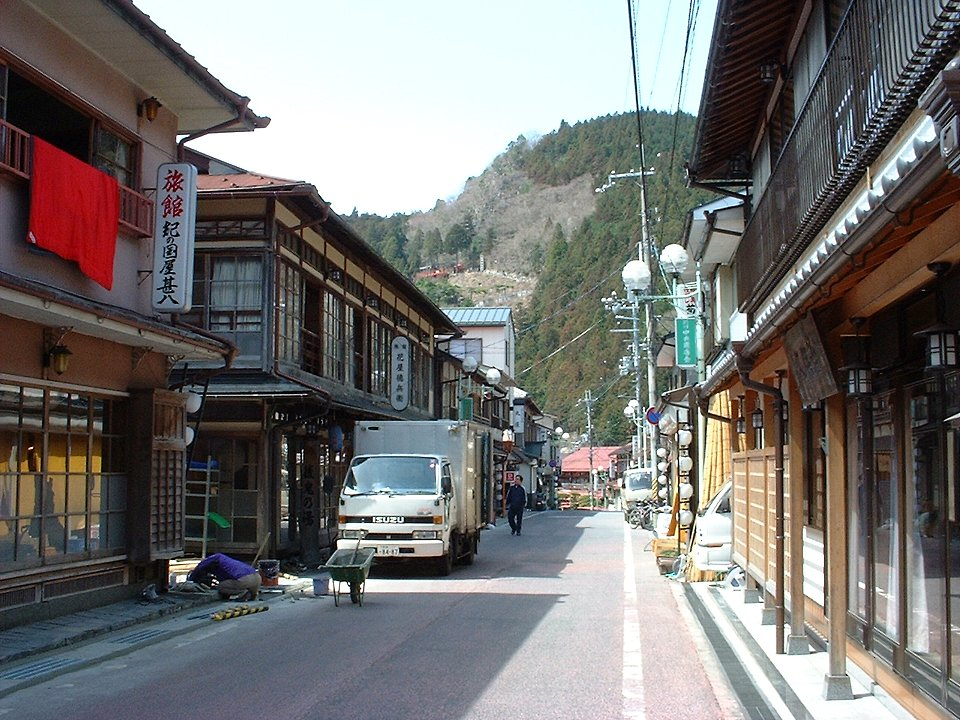
温泉街

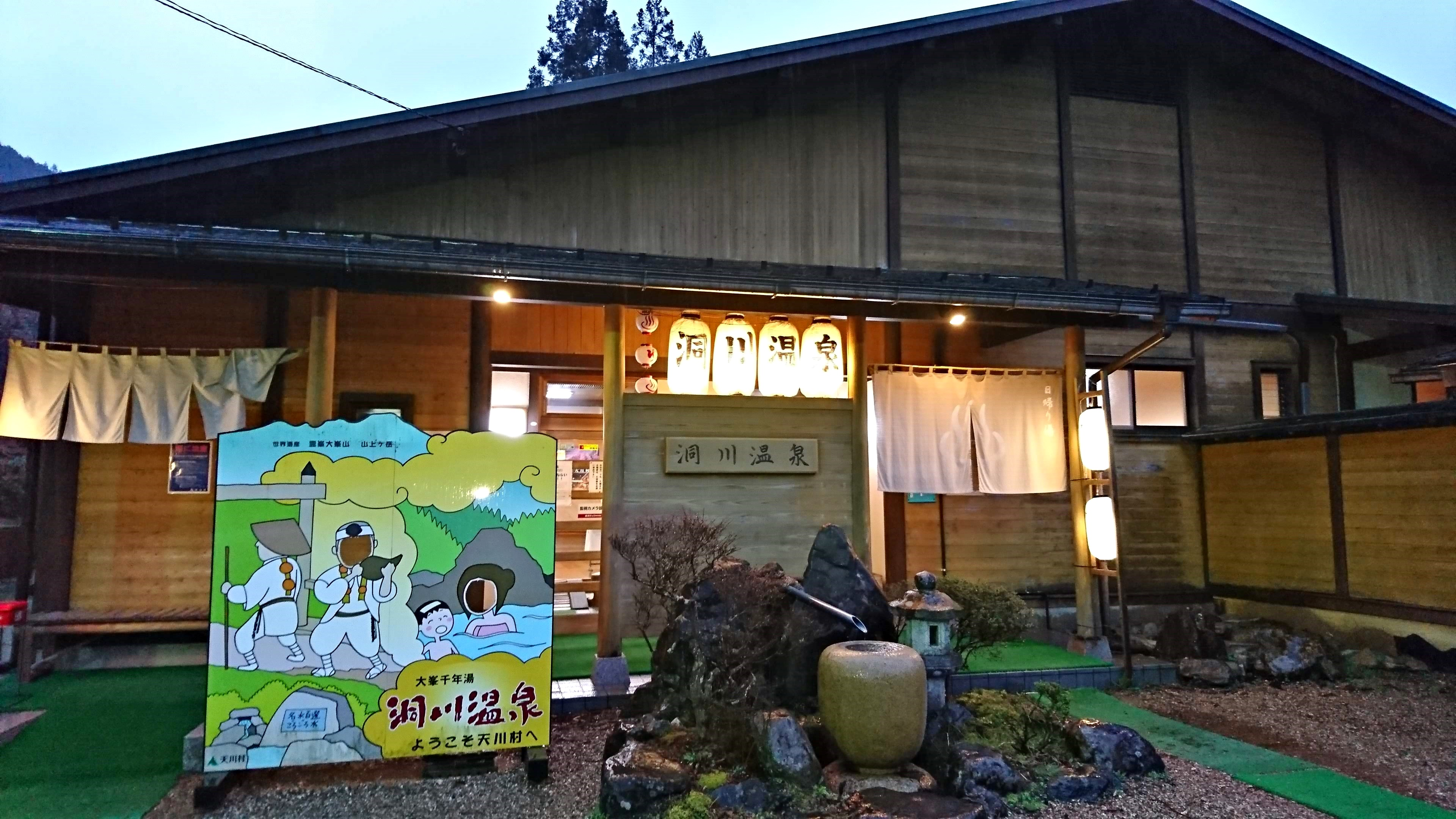
天川村営の「洞川温泉センター」（旧施設）

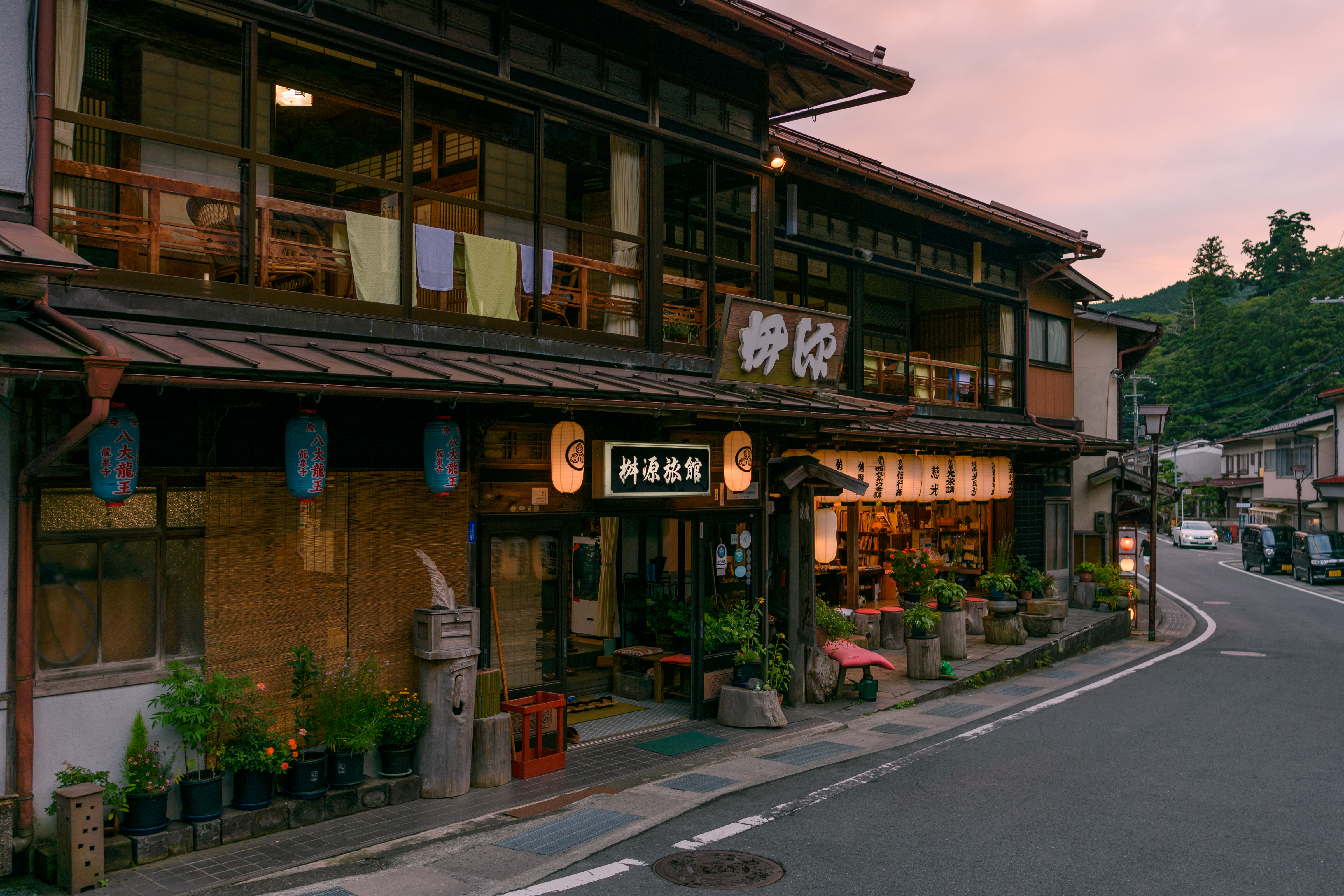
桝源旅館

純和風木造建築の旅館、民宿が軒を連ね洞川温泉郷を形成する。集落の中を大峯山への参道が通り、その両側に約20軒の2階建ての風情ある旅館が建ち並ぶ。
1993年（平成5年）に日帰り入浴施設の洞川温泉センターが整備されたが老朽化していた。そのため後方の敷地に日帰り入浴施設と観光拠点を兼ねた洞川温泉ビジターセンターが建設され、2024年（令和6年）4月25日にオープンすることになった。

## 歴史
温泉そのものの歴史は浅いものの、大峰講の宿場としての歴史は古く、その起源は役小角に従った後鬼の末裔によって起こされたと伝承されている。

## アクセス
- バス：近畿日本鉄道吉野線下市口駅から奈良交通バスで約1時間の「洞川温泉」下車。1～2時間間隔で運行されているが、季節によって運休となる便がある。
- 車：国道309号川合交差点の東から奈良県道21号大峯山公園線で虻トンネルを越える。または下市町から奈良県道48号洞川下市線を南下して小南トンネルを越える。他にも川上村の国道169号から分岐する林道経由という方法もある（天川村の地図）。

## 周辺

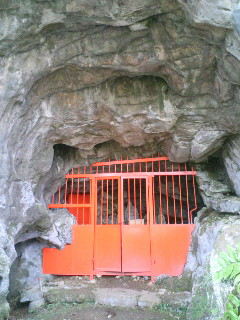
五代松鍾乳洞

洞川温泉の周辺はカルスト地形で鍾乳洞も多く、特に面不動と五代松の両鍾乳洞は奈良県の天然記念物である。天川村は国土交通省の水の郷に選定されており、近くにある「ごろごろ水」を含む洞川湧水群は環境省の名水百選に選ばれている。
- 龍泉寺 (奈良県天川村)
- スノーパーク洞川
- みたらい渓谷
- 天河大辨財天社
- 栃尾観音堂
- 蛇の倉
- 洞川八幡宮
- かじかの滝
- 洞川湧水群 - 1985年（昭和60年）7月日本名水百選に認定された[9]。
- かりがね橋
- 母公堂